# Björn Collinder

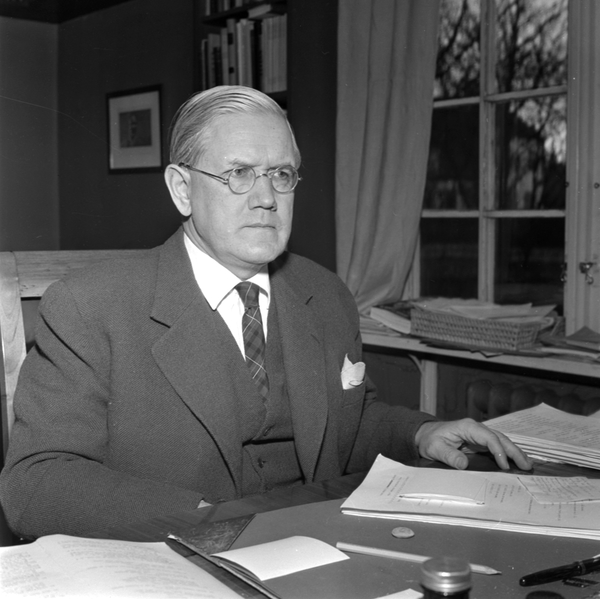
Erik Alfred Torbjörn „Björn“ Collinder

Erik Alfred Torbjörn „Björn“ Collinder (* 22. Juli 1894 in Sundsvall; † 20. Mai 1983 in Wien) war ein schwedischer Sprachwissenschaftler und langjähriger Professor für Finnougristik in Uppsala.

## Leben
Collinder war bereits Lizenziat in Nordistik, als er Finnougristik zu studieren begann. Er wurde einer der bedeutendsten Schüler von Karl Bernhard Wiklund. 1929 erwarb er die Venia Legendi in finnougrischer Sprachwissenschaft und wurde Wiklunds Nachfolger als Professor an der Universität Uppsala.

## Schaffen
Collinder war ein wichtiger Vertreter der Samischen Studien in Schweden. Seine zum Teil auf eigener Feldforschung basierenden Arbeiten zum Lule-, Nord- und Südsamischen haben zur besseren Dokumentation und Beschreibung dieser bedrohten Sprachen beigetragen.
Besonderes Interesse widmete Collinder der historischen Sprachwissenschaft. Er untersuchte unter anderem germanische Lehnwörter in ostseefinnischen und samischen Sprachen.
Bekannt geworden ist er auch für Rekonstruktionen innerhalb des Uralischen sowie mögliche genetischen Beziehungen zum Indogermanischen, Jukagirischen und Altaischen. Die sich teilweise ergänzenden Bände zum uralischen Wortschatz (1955), zur vergleichenden Grammatik der uralischen Sprachen (1957, 1960) und seine Einführung in die Uralistik (1965) stellen bis heute wichtige Hilfsmittel für das Studium der Uralistik dar.
Neben seiner produktiven sprachwissenschaftlichen Forschung war Collinder auch als Autor für die große schwedische Enzyklopädie Svensk uppslagsbok, tätig, und er übersetzte poetische  Werke aus verschiedenen Sprachen ins Schwedische, darunter Beowulf, Kalevala, die Lieder-Edda und Dramen von William Shakespeare.
Collinders bekanntester Schüler Bo Wickman wurde sein Nachfolger als Professor in Uppsala.

## Auszeichnungen
- 1950 und 1955 Letterstedtska priset
- 1971: Übersetzerpreis der Schwedischen Akademie
- 1973: Sprachpflegepreis der Erik-Wellander-Stiftung
- 1977: Elsa-Thulin-Übersetzerpreis

Collinder wurde ferner in zahlreiche wissenschaftliche Akademien aufgenommen, darunter die Finnische Akademie der Wissenschaften (1941), die Kungliga Vitterhets Historie och Antikvitets Akademien (1943), die Norwegische Akademie der Wissenschaften (1945), die Königliche Gesellschaft der Wissenschaften in Uppsala (1951) und die Österreichische Akademie der Wissenschaften (1966).

## Schriften (Auswahl)
- Über den finnisch-lappischen Quantitätswechsel I. Uppsala 1929.
- Die urgermanischen Lehnwörter im Finnischen Uppsala 1932.
- Indo-uralisches Sprachgut. Uppsala 1934.
- Lautlehre des waldlappischen Dialektes von Gällivare. Helsinki 1938.
- Reichstürkische Lautstudien. Uppsala 1939.
- Jukagirisch und Uralisch. Uppsala 1940.
- Lappisches Wörterverzeichnis aus Härjedalen. Uppsala 1943.
- The Lapps. New York 1949.
- The Lappish Dialect of Jukkasjärvi. Uppsala 1949.
- Fenno-Ugric Vocabulary. (Collective work.) Stockholm 1955.
- Survey of the Uralic Languages. (Collective work.) Stockholm 1957.
- Comparative Grammar of the Uralic Languages. Stockholm 1960.
- Ordbok till Sveriges lapska ortnamn. Uppsala 1964.
- The Kalevala and its Background. Stockholm 1964.
- Sprachverwandtschaft und Wahrscheinlichkeit. Ausgewählte Schriften neu veröffentlicht zum 70. Geburtstag des Verfassers 22. Juli 1964 zusammen mit einer Bibliographie der Werke von Björn Collinder 1921–1964. Uppsala 1964.
- An Introduction to the Uralic Languages. Berkeley and Los Angeles 1965.
- Hat das Uralische Verwandte? Eine sprachvergleichende Untersuchung. Uppsala 1965.
- Kritische Bemerkungen zum saussure'schen Cours de linguistique générale. Uppsala 1968.
- Noam Chomsky und die generative Grammatik. Eine kritische Betrachtung. Uppsala 1970.
- Sprache und Sprachen. Einführung in die Sprachwissenschaft. Hamburg 1978.